# Бокариус, Николай Николаевич
Николай Николаевич Бокариус (1899—1966) — советский ученый-правовед, кандидат медицинских наук, профессор. Автор фундаментальных работ в области судебной медицины и криминалистики.  Сын Николая Сергеевича Бокариуса.

## Биография
Родился 28 июня (11 июля) 1899 года в Харькове. В 1917 году поступил на  медицинский факультет Императорского Харьковского университета (сейчас Харьковский национальный университет имени В. Н. Каразина). После реорганизации университета в 1921 году учился в Харьковском медицинском институте (сейчас Харьковский национальный медицинский университет), который окончил в 1924 году.  В 1930—1931 годах — ассистент, а с 1931 по 1966 год — заведующий кафедрой судебной медицины Харьковского медицинского института.  В 1931—1949 годах возглавлял Харьковский научно-исследовательский институт судебных экспертиз им. Засл. проф. Н. С. Бокариуса и одновременно (1939—1941) кафедру криминалистики и судебной экспертизы Харьковского юридического института (сейчас Национальный юридический университет имени Ярослава Мудрого)..
Умер 2 ноября 1966 года в Харькове.

## Научная деятельность
Главная тематика его исследовательских интересов — огнестрельные повреждения и методика судебно-медицинских и криминалистических исследований. Подготовил 4 докторов и 26 кандидатов юридических наук .
Опубликовал около 200 научных работ. Основными среди них являются:
- «Микродиагностика входного кожного пулевого отверстия во время судебно-медицинского исследования трупа»
- «Новое в методике судебно-медицинских и криминалистических исследований»
- «Лекции по судебной медицине»
- «Сведения к практическим занятиям по исследованию повреждений отдельных органов»

В разные годы был членом правления Всесоюзного научного общества судебных медиков, редколлегии журнала «Судебно-медицинская экспертиза», избирался членом Дзержинского районного совета. Харькова.

## Семья
- Отец – Бокариус Николай Сергеевич (1869 – 1931)
- Мать – Бокариус (Сомова) Зинаида Николаевна (1877 - 1933)

Был женат два раза.
- Жена - Бокариус Евгения Борисовна
- Дочь от первого брака Бокариус Кира Николаевна (1921 – 1992).
- Жена - Бокариус (Плесская) Нина Геннадиевна (1896 – 1968)[5]

## Награды
Награжден орденами Ленина, Трудового Красного Знамени, медалью "За победу над Германией в Великой Отечественной войне 1941-1945 гг.".